# The Wife's Lament
The Wife's Lament (« La Complainte de l'épouse ») est un poème en vieil anglais qui figure dans le Livre d'Exeter.
Long de 53 vers, il décrit le chagrin d'une femme abandonnée par son mari pour des raisons inconnues. Elle se rappelle l'amour qui les unissait jadis et déplore sa situation actuelle, seule dans un environnement sauvage et hostile. La désolation du paysage qui l'entoure reflète son état d'esprit troublé.
Comme d'autres poèmes du Livre d'Exeter, The Wife's Lament relève du genre élégiaque. Puisqu'il adopte le point de vue d'une femme sur ses peines de cœur, il peut être relié plus spécifiquement aux Frauenlieder allemands. Sa position dans le manuscrit, entre deux séries d'énigmes, pourrait impliquer qu'il s'agit également d'une énigme.